# غيرلفريندز (مسلسل)
غيرلفريندز (بالإنجليزية: Girlfriends)‏ هو مسلسل كوميديا موقف تم إنتاجه في الولايات المتحدة. بدأ عرضه في سنة 2000. عرض على ذا سي دبليو. بلغ عدد مواسم المسلسل 8 مواسم، بلغ عدد حلقاته 172 حلقة، وتبلغ مدة الحلقة الواحدة 22 دقيقة. تم بث المسلسل لأول مرة بتاريخ 11 سبتمبر 2000 بينما تم بث آخر حلقة منه بتاريخ 11 فبراير 2008 بعد أن استمر لقرابة 8 أعوام. من بطولة تريسي إليس روس.

## روابط خارجية
- غيرلفريندز على موقع IMDb (الإنجليزية)
- غيرلفريندز على موقع ميتاكريتيك (الإنجليزية)
- غيرلفريندز على موقع روتن توميتوز (الإنجليزية)
- غيرلفريندز على موقع كينوبويسك (الروسية)
- غيرلفريندز على موقع ألو سيني (الفرنسية)
- غيرلفريندز على موقع قاعدة بيانات الفيلم (الإنجليزية)